# Nicolas de La Jugie
Nicolas de La Jugie (v.1315-1376), neveu de Clément VI et cousin de Grégoire XI, frère de Hugues de La Jugie, évêque de Béziers, des cardinaux Guillaume et Pierre de La Jugie, baron de Rieux, seigneur de La Livinière, de Ferrals-les-Corbières et de Liviers en Vivarais. 

## Biographie
Nicolas naquit en Limousin au hameau de La Jugie, dans la paroisse d’Eyrein, près de Rosiers-d’Égletons. Il était le fils de Jacques de La Jugie et de Guillaumette Roger, sœur de Pierre, futur Clément VI.

### Ses premiers fiefs en Vivarais et en Languedoc
Vers 1335, il épousa Delphine de Châteauneuf-de-Vernoux en Vivarais qui lui apporta en dot Liviers. Et à partir de 1342, il vécut à Avignon auprès de son oncle Clément VI et de son frère Guillaume devenu cardinal de Sainte-Marie in Cosmedin. 
Celui-ci, en pleine Peste Noire, se porta acquéreur auprès des héritiers du cardinal Pietro Colonna, de Ferrals-lès-Corbières et de la Livinière, en Languedoc. Mais la vente ne fut conclue au nom de son frère Nicolas qu’en 1350.  
L’anonyme J.B.T.L.G., prêtre et chanoine de Saint-Pons-de-Thomières, affirme que les Roger de Beaufort et les La Jugie étaient apparentés à Pierre Roger, premier évêque de cette cité. Ce qui expliquerait l’intérêt de cette famille pour cette partie du Languedoc.

### Le baron de Rieux
Nicolas et son père Jacques de La Jugie s’installèrent à la Livinière après la mort de Clément VI en 1352. Le seigneur de La Livinière put augmenter son patrimoine languedocien, en 1372, dès lors que son cousin Pierre Roger de Beaufort devint pape. Ce fut cette année-là, qu’il put acheter à Raymond de Saverdun sa baronnie de Rieux qui englobait les domaines acquis en 1348.

### Le baron lègue ses fiefs à son neveu
Nicolas devenu veuf de Delphine de Châteauneuf, étant sans héritier, épousa en secondes noces Éléonore de Mirepoix. Le mariage se fit, en 1368, dans le Vivarais puisque Nicolas est dit seigneur de Liviers dont le château domine Privas. Ce nouveau mariage ne lui ayant point donné l’héritier escompté, il testa le 26 mars 1374, léguant ses domaines à Guillaume de Puydeval, fils de sa sœur Élise à condition que celui-ci reprenne son nom et ses armes.  
C’est de cette branche que descendent tous les barons de Rieux.

### Les héritiers de la baronnie de Rieux
Trois familles héritèrent de la baronnie et reprirent toutes le patronyme de La Jugie. Ce furent la : 
- Famille de Puydeval :

Guillaume de La Jugie de Puydeval (1345-1397)
- Famille de Morèze :

Sa petite-fille Antoinette de La Jugie fit passer la baronnie de Rieux aux Morèze, en 1456, lors de son mariage avec Pierre de Puydeval. Devenu baron de Rieux, il reprit le nom de La Jugie. Son fils Tristan hérita de son titre et de ses fiefs. Il décéda en 1521. Son petit-fils, François Ier de La Jugie (1556-1592), baron de Rieux, colonel du régiment de Rieux, fut le plus illustre de sa famille.
- Famille Monstiers de Mérinville :

Le 11 juin 1640, Marguerite de La Jugie, petite-fille de François Ier, fut mariée avec François de Monstiers de Mérinville, issu d’une famille du Poitou.
Son fils et héritier, Charles, qui lui succéda, par contrat d’entre le père et la mère, fut obligé de porter le nom comme les armes de Rieux (La Jugie), parties avec celles de Mérinville.
En 1775, sur décision d’une ordonnance royale, François-Armand de Monstiers, petit-fils du comte François et de Marguerite de La Jugie, fit ajouter le nom de Mérinville à la commune de Rieux. Celle-ci n’abandonna définitivement le nom de Rieux-Mérinville qu’en 1838 pour porter actuellement celui de Rieux-Minervois.

### Héraldique
Le blason de La Jugie : d’azur à la face d’or dès 1338, puis partie d’argent à la bande d’azur accompagné de six roses de gueules, trois en chef en orle, trois en pointe de bande, qui est de Roger de Beaufort dès 1342.
Les autres blasons : 
- Puydeval : d’azur à deux lions affrontés.
- Morèze : d’or à un lys de gueules.
- Monstiers : de gueules à deux lions léopardés d’or, armés et compassés de même l’un sur l’autre.
- Mérinville : de gueules de six pièces à la face d’argent.